# Ulianópolis
Ulianópolis là một đô thị thuộc bang Pará, Brasil. Đô thị này có diện tích 5081,069 km², dân số năm 2007 là 31885 người, mật độ 6,28 người/km².